# White City (Florida)
White City es un lugar designado por el censo ubicado en el condado de Santa Lucía en el estado estadounidense de Florida. En el Censo de 2010 tenía una población de 3.719 habitantes y una densidad poblacional de 273,14 personas por km².

## Geografía
White City se encuentra ubicado en las coordenadas 27°22′20″N 80°20′26″O / 27.37222, -80.34056. Según la Oficina del Censo de los Estados Unidos, White City tiene una superficie total de 13.62 km², de la cual 13.62 km² corresponden a tierra firme y (0%) 0 km² es agua.

## Demografía
Según el censo de 2010, había 3.719 personas residiendo en White City. La densidad de población era de 273,14 hab./km². De los 3.719 habitantes, White City estaba compuesto por el 90.91% blancos, el 3.44% eran afroamericanos, el 0.35% eran amerindios, el 1.29% eran asiáticos, el 0.03% eran isleños del Pacífico, el 2.26% eran de otras razas y el 1.72% pertenecían a dos o más razas. Del total de la población el 9.98% eran hispanos o latinos de cualquier raza.